# AVM GmbH
AVM GmbH es una empresa alemana dedicada a la fabricación de dispositivos de red para uso doméstico. Entre ellos destacan los enrutadores de diferentes tecnologías, como DSL, RDSI, WLAN, Cable, LTE y telefonía IP.

## Historia
En 1986 los estudiantes Johannes Nill, Peter Faxel, Ulrich Müller-Albring y Jörg-Detlef Gebert fundaron la compañía en Berlín. Años después, en 2012, AVM ya empleaba a 420 personas y contaba con una facturación de 250 millones de euros. 
Las primeras tarjetas RDSI de AVM llegaron al mercado en 1989 bajo el sello de 4.300 marcas diferentes. Con la introducción de la marca FRITZ! y el nuevo producto FRITZ!Card, una tarjeta RDSI para PCs, llegó el auténtico despegue de la compañía, en el año 1995. Al mismo tiempo, también vio la luz el logo del producto, un dibujo tipo cómic de un hurón, que pasó a ser la imagen de la marca durante sus primeros años. 
Como curiosidad, la elección del término FRITZ! (sin traducción directa desde el alemán) atendió a la búsqueda de un nombre que no tuviera implicaciones técnicas y, al mismo tiempo, realizara un guiño a la procedencia alemana de los productos. 
La cuota de mercado de las tarjetas RDSI AVM creció de forma sostenida en Alemania desde el año 1995, hasta representar más de un 80% del total en 2004. El motivo del éxito se encontró principalmente en la alta calidad del hardware y el software de la compañía. Por ello, y a pesar de contar con un precio ligeramente superior a la competencia, los productos de AVM, como las tarjetas FRITZ!Card (ISA, ISA-PnP y PCI) ganaron terreno frente a los productos de otras reputadas marcas, como TELES o Sedbauer.
En el año 2004, AVM mostró en CeBIT su primer FRITZ!Box, una combinación de módem ADSL y router. Posteriormente llegaron sus diferentes variantes, equipadas con WiFi y telefonía a través de Internet (VoIP). 
Una de las innovaciones más importantes llega con el modelo FRITZ!Box Fon WLAN 7270, el primero compatible con el borrador de la nueva tecnología WiFi N (IEEE 802.11n). Además, este modelo incorporó algo inédito hasta la fecha: una estación base para teléfonos DECT integrada en el propio router, así como un servidor de medios para el disfrute de contenidos en dispositivos conectados a la red local.
En la edición 2009 de Cebit se presenta el modelo FRITZ!Box Fon WLAN 7390, caracterizado por contar con un módem VDSL y ADSL2, así como un switch Gigabit Ethernet y un punto de acceso WiFi N de doble banda (2,4 y 5 GHz). A todo ello se suman 512 megabytes de memoria interna, que quedan a disposición del usuario para la creación de su nube personal, permitiéndole acceder a los archivos almacenados desde cualquier lugar de una forma sencilla y eficaz.
Según los datos de IDC para el año 2008, AVM logró con sus FRITZ!Box una cuota de mercado de los dispositivos DSL, que alcanzó el 60% en Alemania y el 18% en Europa. El alto porcentaje se explica en parte debido a que muchos proveedores de acceso a Internet (ISPs) proporcionan a sus clientes dispositivos FRITZ!Box de forma gratuita o una pequeña cuota.
Actualmente la compañía sigue distribuyendo sus productos, e invirtiendo una parte importante de su esfuerzo en innovación. Fruto de ello son nuevas líneas de producto, como los adaptadores PLC o los enchufes domóticos con gestión remota.

## Fabricación y Firmware
Los productos FRITZ!Box son diseñados en Alemania y su fabricación o ensamblaje es llevada a cabo por la empresa alemana RAFI Archivado el 12 de mayo de 2013 en Wayback Machine.. La localización de la producción hace posible una respuesta rápida ante las necesidades del mercado, así como un control directo sobre los estándares de calidad.
El firmware de todos los dispositivos FRITZ!Box está basado en Linux. Y la diferenciación entre unos y otros se debe, principalmente, a las diferencias de hardware existentes, ya que el núcleo de su sistema operativo así como el resto de elementos software se comparte en todos los modelos de la gama. AVM libera con frecuencia nuevas versiones del firmware para sus dispositivos que, además de mejorar el funcionamiento general de los mismos, también suelen añadir nuevas funcionalidades. Esto ha servido al fabricante para ganárse la confianza de los usuarios, que pueden disfrutar de nuevas características y prolongar la vida de sus dispositivos sin tener que realizar desembolsos adicionales. 
Debido a la naturaleza abierta de su código y a la potencia de los productos, ha florecido una creciente comunidad de desarrolladores, responsables de la creación de diferentes mods. 

## Productos

### Tarjetas RDSI

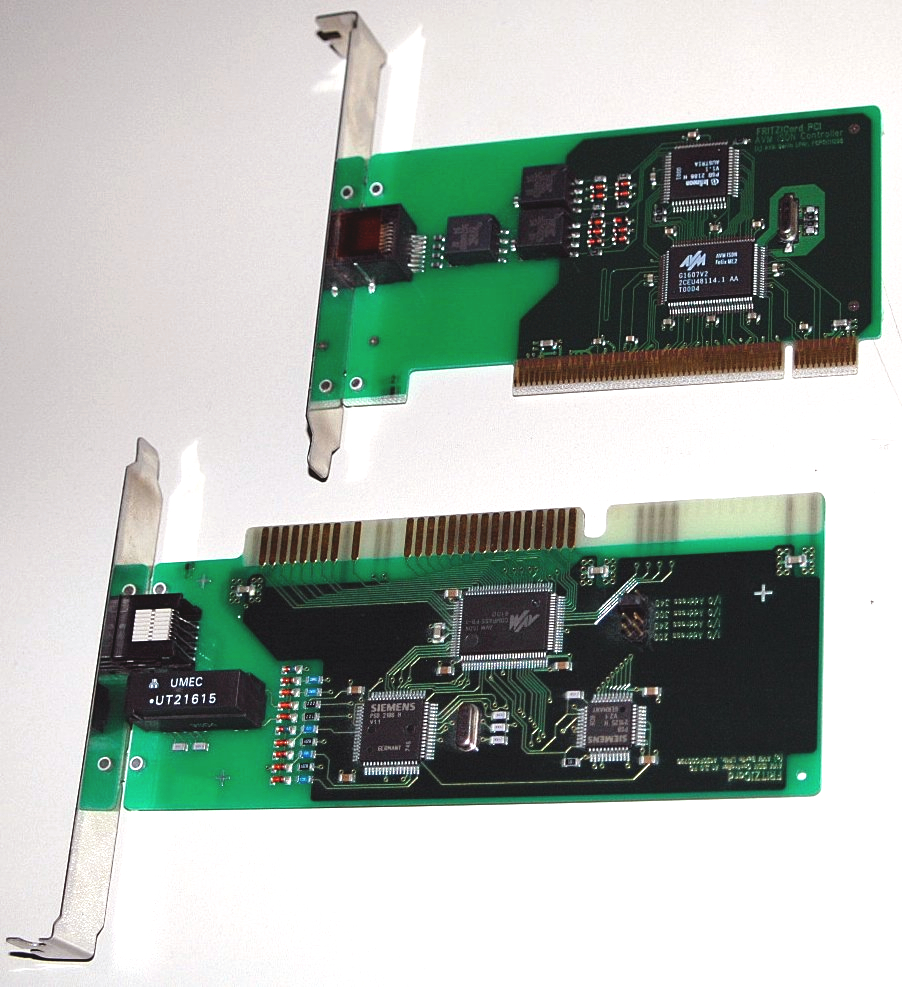
Tarjetas AVM FRITZ!Card en formato PCI (arriba) e ISA (abajo).

Este tipo de tarjetas permitía añadir a los PCs la posibilidad de conexión a redes RDSI, con mayor velocidad y estabilidad que las conexiones de datos a través de la red telefónica tradicional.

### Tarjetas DSL
Con la llegada de la banda ancha, los PCs podían acceder a las redes de datos a velocidades que superaban con creces a las tecnologías anteriores, como las redes telefónicas conmutadas. Para hacer posible la conexión desde un PC era necesario contar con un adaptador DSL, como por ejemplo FRITZ!Card DSL, que combina tarjeta DSL y RDSI de segunda generación.

### Enrutadores DSL

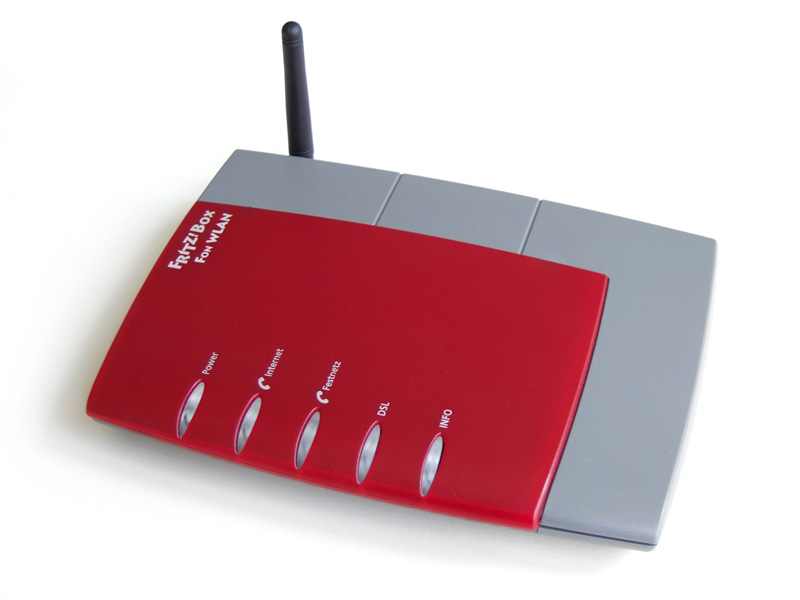
FRITZ!Box Fon WLAN 7170

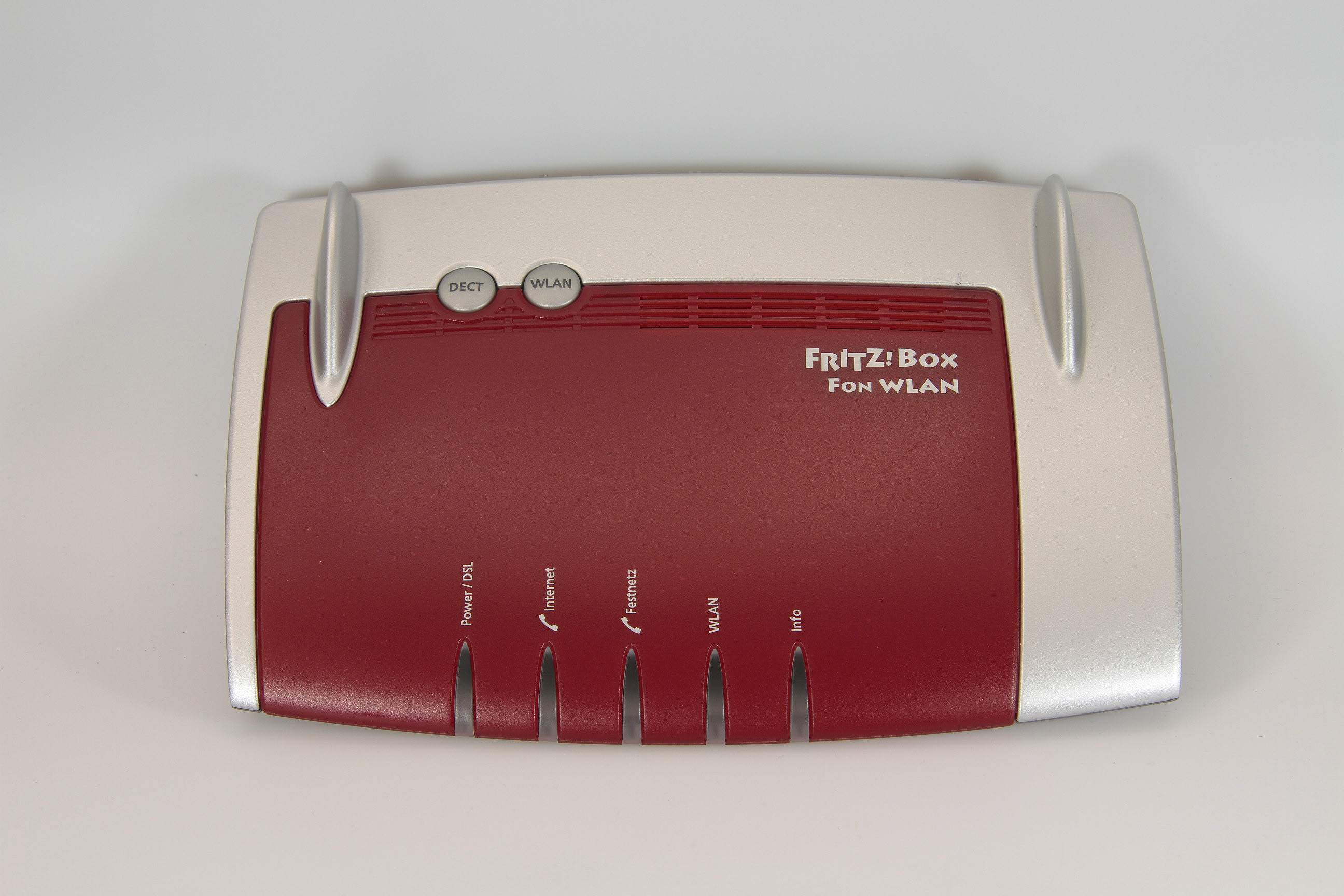
FRITZ!Box Fon WLAN 7390

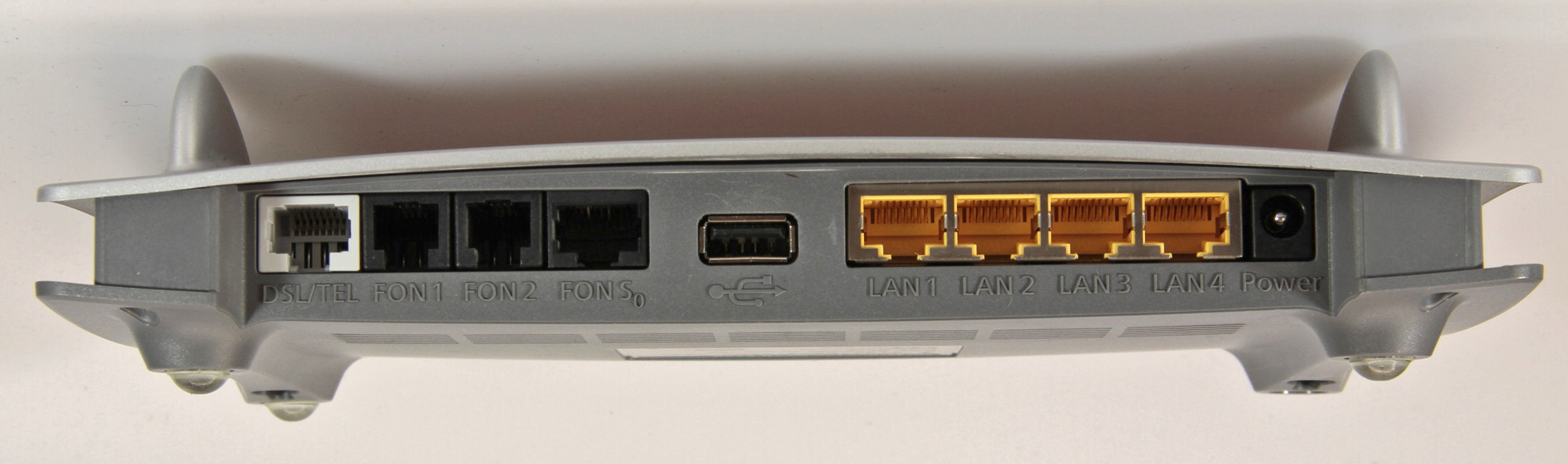
Puertos de conexión de un router FRITZ!Box

La evolución de las comunicaciones propició la conexión de más dispositivos a Internet, para lo cual los usuarios necesitaban contar con enrutadores que ejercieran como intermediarios entre todos los dispositivos del hogar y la empresa y la Red de redes.
Actualmente AVM dispone de una gama de producto muy amplia, desde el más sencillo FRITZ!Box SL (compuesto por un módem DSL, un puerto LAN y uno de tipo USB) a las versiones más completas.. Entre las funciones de estos dispositivos más avanzados se encuentran la conexión WAN a través de DSL o Ethernet (ambas seleccionables en el mismo dispositivo), la conexión telefónica (analógica, RDSI, VoIP y estación base para teléfonos inalámbricos DECT), el punto de acceso WiFi de doble banda y alta velocidad, el switch gigabit, la memoria interna o su puerto USB. Este último ofrece múltiples posibilidades, como la conexión de dispositivos de almacenamiento masivo (discos duros, pendrives, etc.) o impresoras para su uso compartido en red. 
Los dispositivos FRITZ!Box cuentan con menús traducidos a multitud de idiomas, entre los que se encuentra el castellano. Es posible visualizar la interfaz en modo básico o avanzado, a elección del usuario, para hacer más sencillo su uso.

### Dispositivos para cable
Desde 2010 AVM desarrolla y fabrica dispositivos FRITZ!Box para conexiones a Internet por cable. Este tipo de productos se distribuyen exclusivamente a través de los propios operadores. Todos los modelos son compatibles con el estándar Euro-DOCSIS 3 y, por lo tanto, pueden alcanzar velocidades de hasta 220 Mbit / s. Desde el mismo año de su lanzamiento, algunos operadores de cable locales españoles utilizan productos AVM para equipar a sus clientes, logrando minimizar el número de dispositivos necesarios para acceder a multitud de servicios, con una alta estabilidad y velocidad.
Un ejemplo de estos dispositivos es el FRITZ!Box 6360 Cable, un Cable-módem (compatible con el estándar Euro-Docsis-3), que incorpora router (4 puertos LAN de tipo Gigabit y WiFi N de doble banda), PBX para la conexión telefónica convencional y el uso de servicios de voz sobre IP (VoIP), base para teléfonos inalámbricos DECT (compatible con voz HD y telefonía sobre IP) puerto USB y soporte para IPv6

### Dispositivos LTE

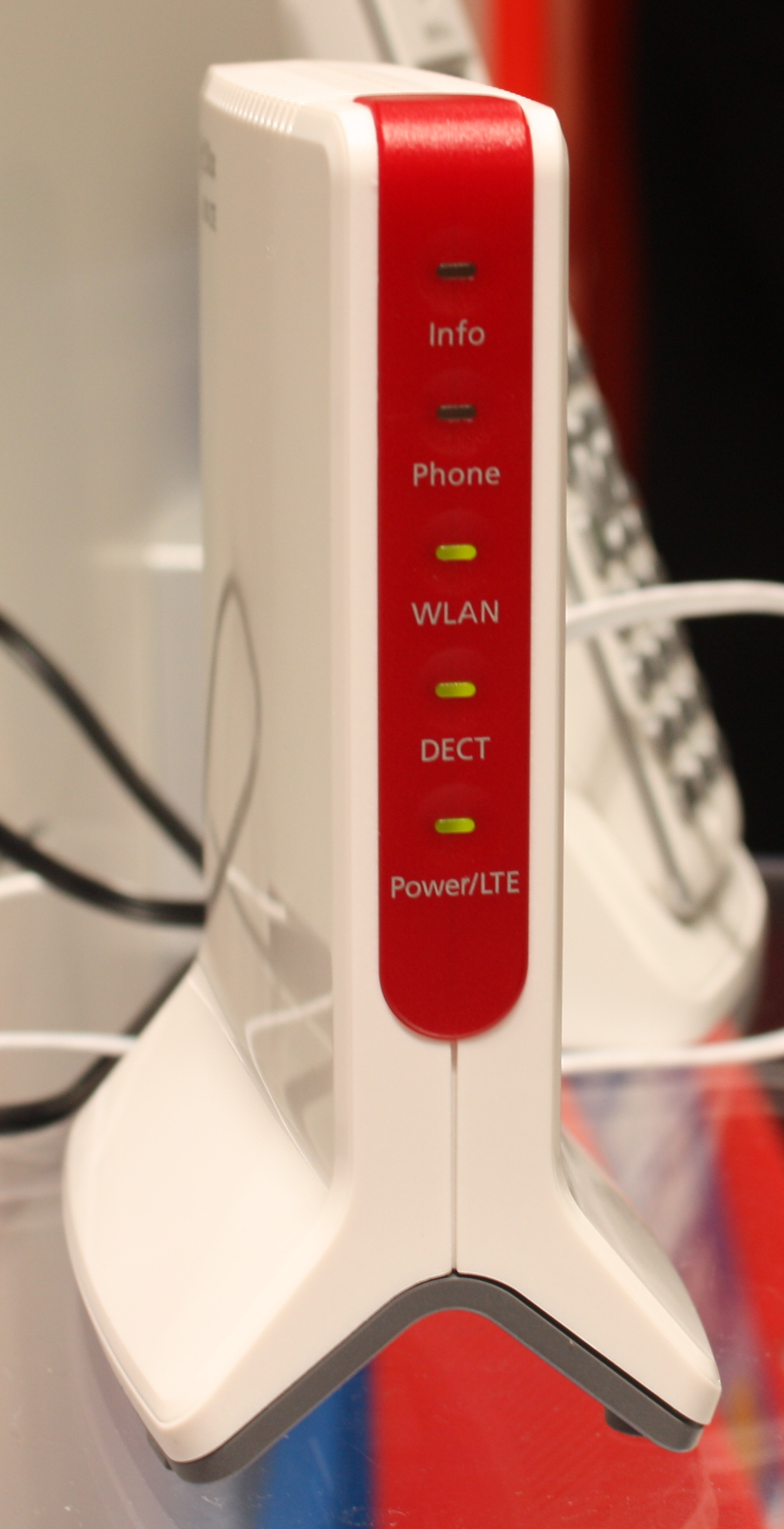
Router FRITZ!Box LTE

Desde el año 2010 AVM dispone de dispositivos FRITZ!Box para su conexión a redes LTE (Long Term Evolution). FRITZ!Box 6840 LTE es el primer dispositivo LTE de tipo fijo, que permite a los usuarios disfrutar de banda ancha sin instalaciones. Este FRITZ!Box permite alcanzar velocidades de datos de hasta 100 Mbit/s, y soporta las bandas de frecuencia LTE de 800 MHz y 2,6 GHz. Posteriormente, en el año 2012, apareció el modelo 6810, con una ficha técnica más modesta y un precio más económico.
Ambos dispositivos han logrado hacerse un hueco importante en el mercado alemán, donde la implantación de la tecnología LTE permite a miles de usuarios disfrutar de modo real de conexiones de alta velocidad, pudiendo incluso rivalizar directamente con conexiones de tipo DSL. 

### Dispositivos WiFi

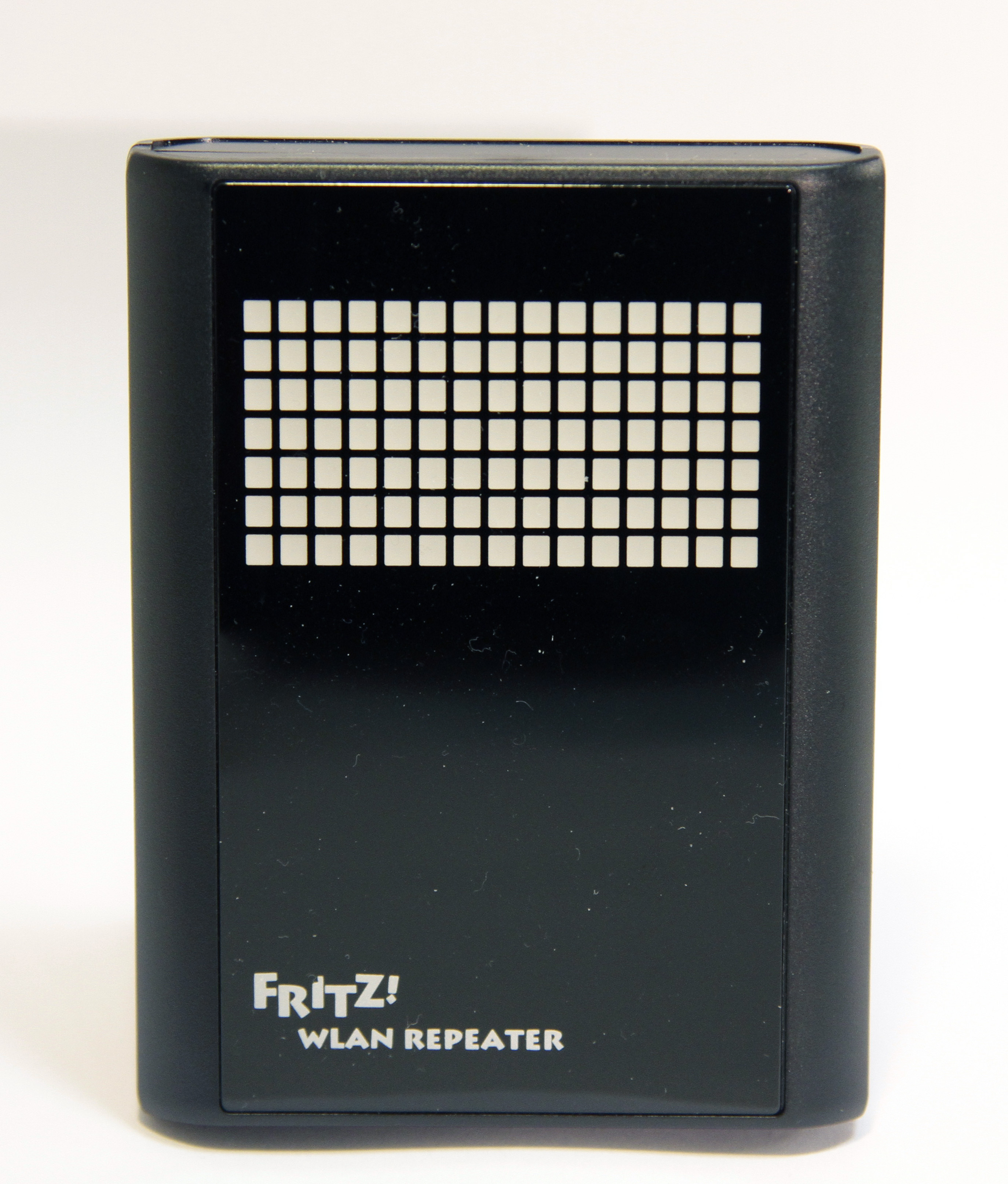
Repetidor Wifi FRITZ!WLAN Repeater N/G

| FRITZ!WLAN USB Stick       | Adaptador WiFi USB para PCs                                                                   |
| FRITZ!WLAN USB Stick N 2.4 | Adaptador WiFi USB compatible con WLAN N hasta 150 Mbit/s                                     |
| FRITZ!WLAN USB Stick N     | Adaptador WiFi USB compatible con WLAN N hasta 300 Mbit/s                                     |
| FRITZ!WLAN Repeater N/G    | Repetidor WiFi para redes a/b/g/n (doble banda) hasta 300 Mbit/s                              |
| FRITZ!WLAN Repeater 300E   | Repetidor WiFi para redes a/b/g/n (doble banda) hasta 300 Mbit/s, con puerto Ethernet Gigabit |
| FRITZ!WLAN Repeater 310    | Repetidor WiFi para redes a/b/g/n hasta 300 Mbit/s                                            |

### Otros productos de red

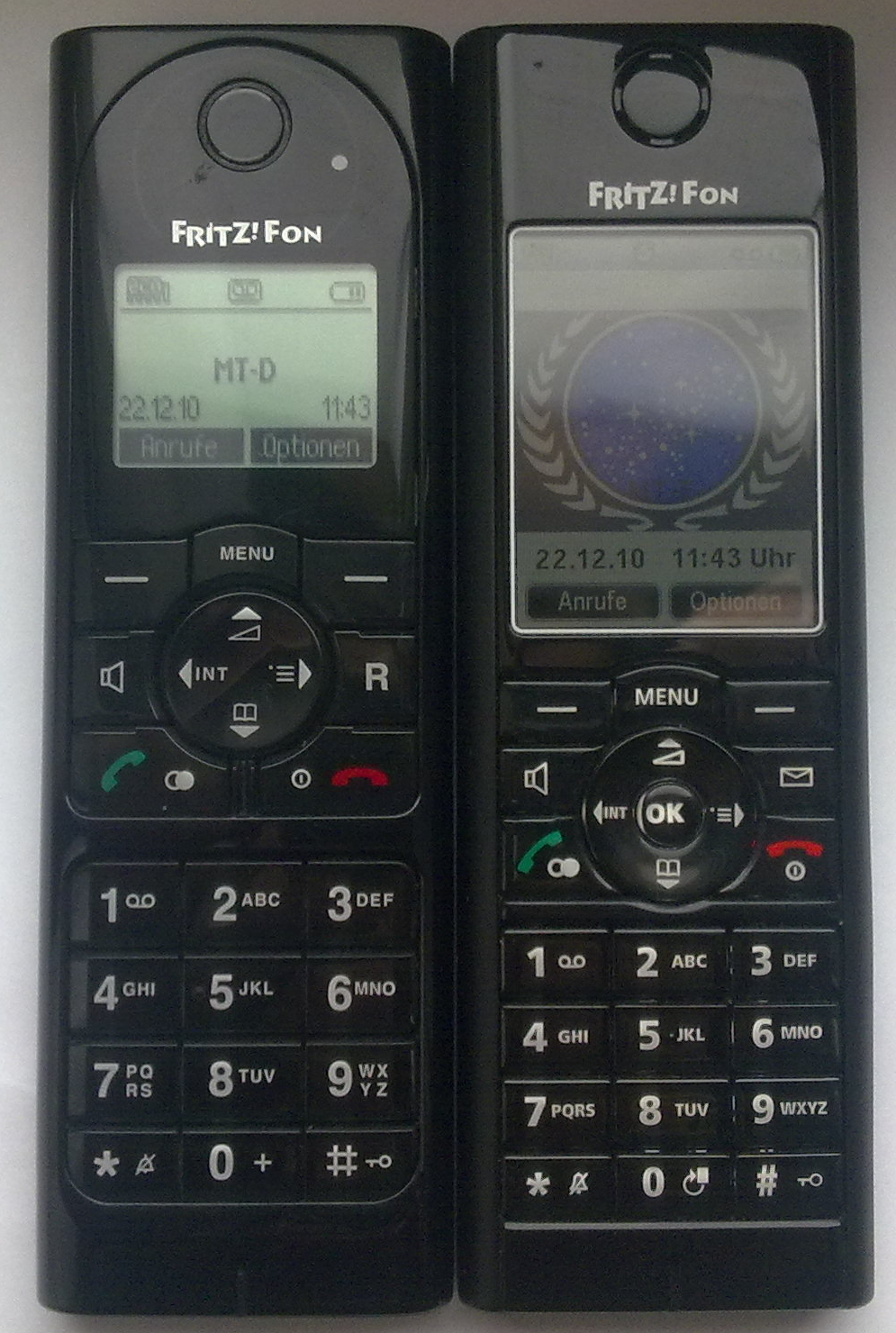
AVM FRITZ!Fon MT-D (izquierda), AVM FRITZ!Fon MT-F (derecha)

| BlueFRITZ!               | PBX RDSI con punto de acceso Bluetooth |
| FRITZ!Fon MT-C/MT-D/MT-F | Teléfonos inalámbricos DECT con funciones avanzadas: lectura de feeds RSS, acceso a correo electrónico, escucha de emisoras de radio en línea, podcasts, contestador automático, etc. Su integración con los modelos FRITZ!Box más avanzados permite realizar indistintamente llamadas a través de la red telefónica convencional y los diferentes servicios de VoIP a través de SIP. Gracias a ello es posible realizar llamadas nacionales e internacionales a costes muy reducidos e, incluso, gratis. |
| FRITZ!Powerline          | La gama de adaptadores PLC de AVM permite utilizar el cableado de la instalación eléctrica para la transmisión de datos. La velocidad máxima teórica de su modelo FRITZ!Powerline 500E es de 500 Mbit/s, convirtiéndose en una buena alternativa cuando la instalación de cable de red es costosa o imposible, y se busca una alternativa a las conexiones WiFi. |